# ブレマートン
ブレマートン（Bremerton）は、アメリカ合衆国ワシントン州のキトサップ郡にある都市である。人口は4万3505人（2020年）。同市はピュージェット・サウンド海軍工廠とキトサップ海軍基地支部が立地する。

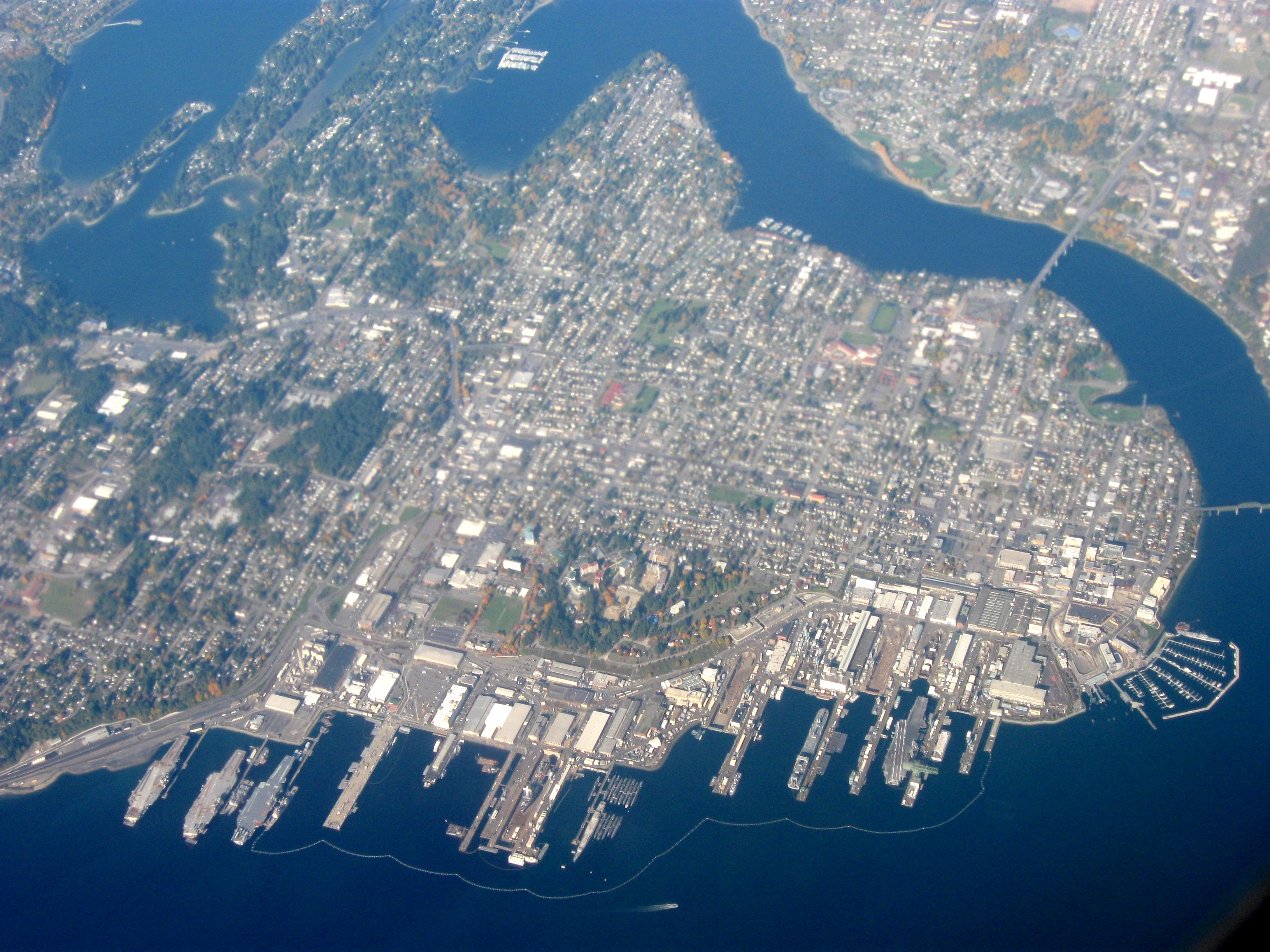
上空から

## 地理

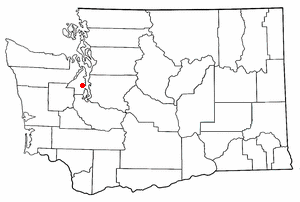
ワシントン州内の位置

ピュージェット湾の奥、キトサップ半島東岸に位置する。座標は北緯47度34分12秒 西経122度39分9秒 / 北緯47.57000度 西経122.65250度。
市はポート・ワシントン海峡によって二分される。海峡の北側および東側はイースト・ブレマートンと呼ばれる。市の北側およびわずかに西側はダウンタウン・ブレマートン、南部とシルバーデールの西側はウエスト・ブレマートンと呼ばれる。
アメリカ国勢調査事務局によれば、ブレマートンの面積は67.5km2である。陸地面積は58.7km2、水域面積は8.8km2であり、水域面積の割合は12.98%に及ぶ。

## 交通

### フェリー
ブレマートン - シアトル間は60分のフェリーで接続される。2023年には乗員乗客600人あまりを乗せてブレマートンからシアトルへ向かっていたフェリーが座礁する事故が発生した。